# بارولی

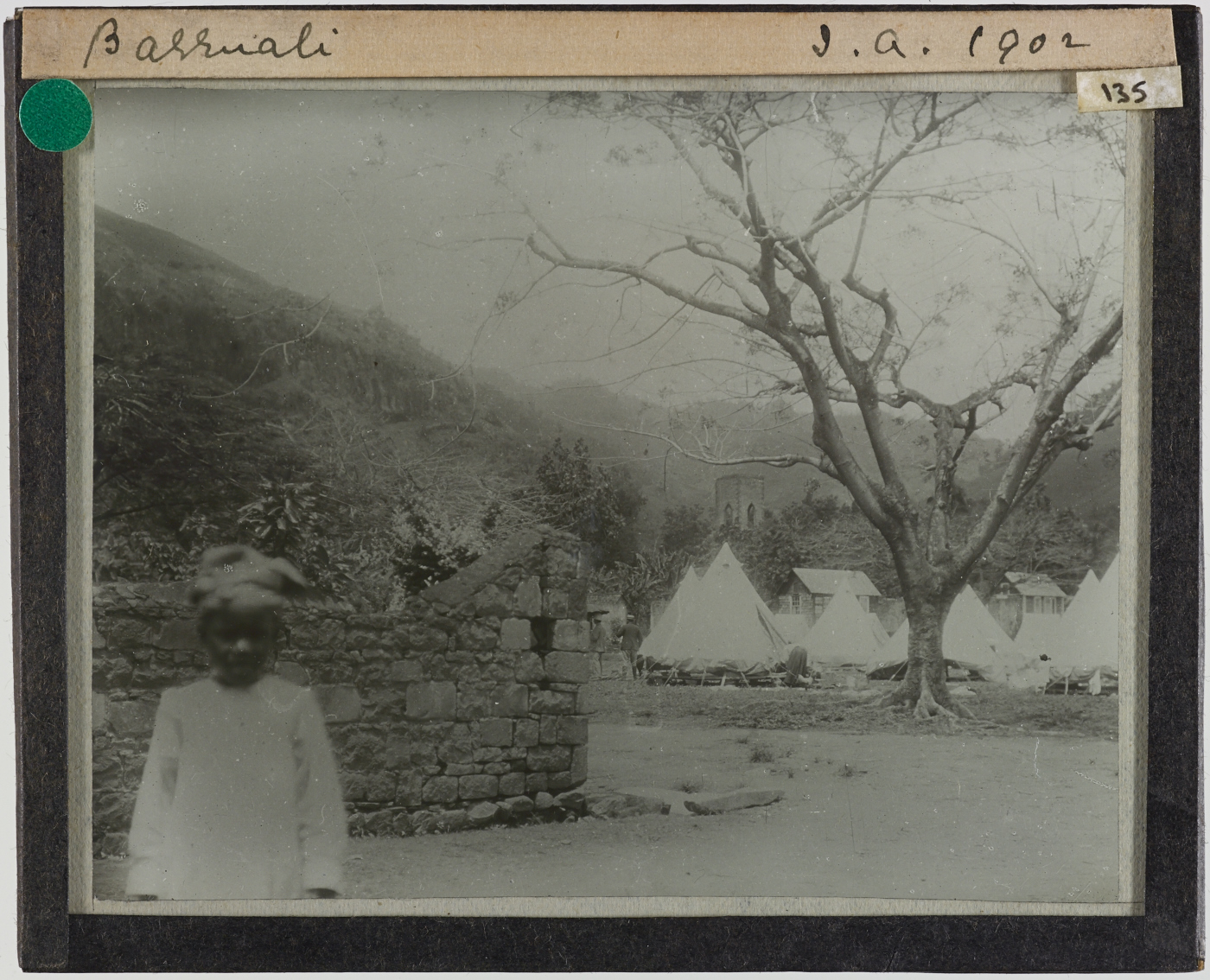
بارولی، اردوگاه چادری برای افرادی که در اثر فوران سوفریر در سال 1902 آواره شدند.

بارولی (به لاتین: Barrouallie) یک شهرک در سنت وینسنت و گرنادین‌ها است که در سنت پاتریک پریش، سنت وینسنت و گرنادین‌ها واقع شده‌است.